# Де Йонг, Талита
Талита де Йонг (нидерл. Thalita de Jong, род. 6 ноября 1993, Берген-оп-Зом, Северный Брабант) — нидерландская профессиональная велогонщица. В 2016 году де Йонг стала победителем Чемпионата Нидерландов по велокроссу, Чемпионата Европы по велокроссу и Чемпионата мира по велокроссу.

## Карьера

### Начало

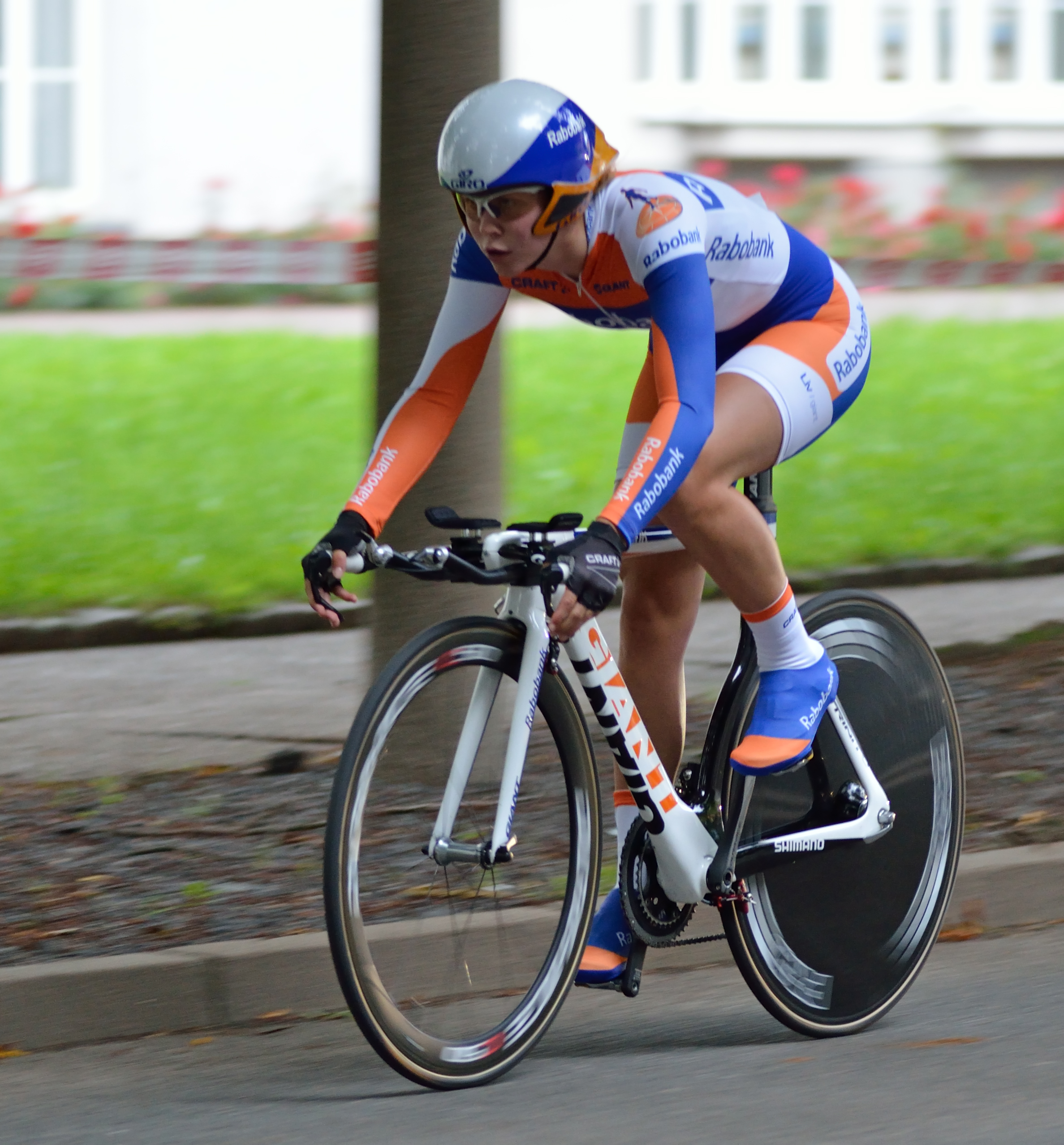
Талита де Йонг на Туре Тюрингии, 2012.

Талита де Йонг выросла в Оссендрехте. Её отец — велосипедист-любитель. Она начала заниматься велоспортом в 2008 году, а в 2010 году стала выступать в юниорской категории. В следующем, 2011 году она выиграла девять гонок и ещё десять раз поднималась на подиум. Она была отобрана на чемпионат мира по шоссейным гонкам и заняла четвёртое место в индивидуальной гонке среди юниоров. Она получила образование спортивного тренера в колледже Йохана Кройфа.
Она стала профессионалом в 2012 году в команде Rabo Liv Women. Она начала заниматься велокроссом в декабре 2013 года.
Талита де Йонг участвовала в женской командной гонке Чемпионата мира по шоссейным велогонкам во Флоренции в 2013 году.
В 2014 году во время групповой гонки чемпионата мира она попала в общий завал и сломала ключицу.

### 2015
В начале августа в гонке Эрондегемсе Пейл она оторвалась на последнем круге вместе с Элизой Дельзенн. Де Йонг смогла дистанцироваться от неё и одержать победу в одиночку. В конце месяца она была в составе команды, которая выиграла командную гонку на Опен Воргорда TTT, которая засчитывается в зачёт Кубка мира. В сентябре на последнем этапе Холланд Ледис Тур Талита де Йонг атаковала на последних метрах Кауберга и пересекла финиш в одиночку. Она входила в состав команды Rabo Liv Women, которая стартовала в командной гонке чемпионата мира. Команда завоевала бронзовую медаль.

### Чемпион мира по велокроссу (2016)

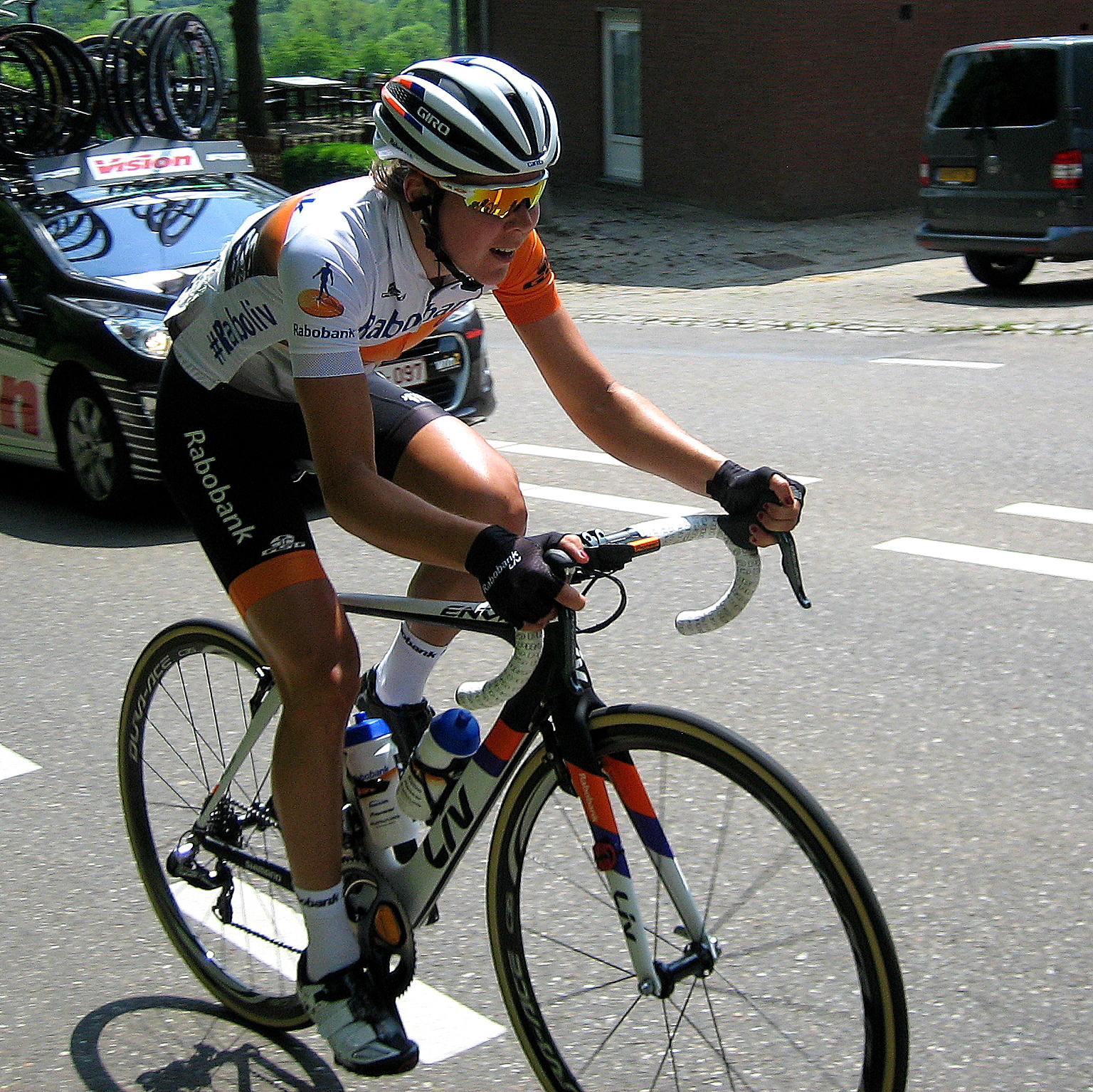
На соревнованиях Boels Dolmans Hill Classic 2016.

Как гонщица велокросса, Талита де Йонг вышла на свою пиковую форму в 2016 году. Она выиграла свой национальный титул, а через неделю выиграла золото на Чемпионате мира по велокроссу 2016 года в Хёсден-Золдере (Бельгия).
На международном женском Туре Трентино команда Rabo Liv Women выиграла утреннюю командную гонку на втором этапе. Во второй половине дня Талита де Йонг выиграла спринт в лидирующей группе.
На последнем этапе Джиро Роза группа из девяти гонщиков оторвалась от пелотона в начале этапа. В этой группе лидеров были: Маюко Хагивара, Шейла Гутьеррес Руис, Лорен Китчен, Талита де Йонг, Шарлотта Бравар, Ингрид Дрексель, Мария Джулия Конфалоньери, Ане Сантестебан Гонсалес и Риянне Маркус. Группа имеет преимущество до пяти минут. Талита де Йонг атакует на подъёме и проходит вершину с преимуществом в шесть секунд. Она выигрывает соло и закрепляет это лидерство.
После пяти лет работы в Rabo-Liv, в августе 2016 года Lares-Waowdeals объявила, что де Йонг присоединится к ним на сезон 2017 года, возглавив команду на шоссе и в велокроссе.

### Травмы (2017—2018)
На велокроссе в Хогерейде она получила разрыв мышцы. Она не смогла защитить свой титул чемпионки мира по велокроссу. Она вернулась на шоссе в марте и заняла пятое место в гонке À travers les Flandres féminin. Однако она всё ещё ощущала последствия травмы, особенно в спине. Дальнейшее обследование показало, что её бедро сместилось после аварии, и что у неё были проблемы с поясничными позвонками. Эти проблемы сохранялись на протяжении всего сезона — Де Йонг получила травму в конце сезона 2017 года в велокроссе, упав на Гран-при Адри ван дер Пул.
Проблемы со здоровьем помешали ей в шоссейном сезоне 2017 года, и к концу года де Йонг подписала контракт с бывшей командой Sport Vlaanderen-Guill D’or, которая в 2018 году переименовалась в Experza-Footlogix.
Хотя де Йонг думала, что примет участие в сезоне велокросса, она решила сделать перерыв, чтобы дать своему телу восстановиться, так как её ощущения в сентябре были ужасными.

### 2019
В сезоне 2019 года она присоединилась к команде Chevalmeire Cycling Team. Она оставалась в команде до начала сезона 2022 года.

### 2022

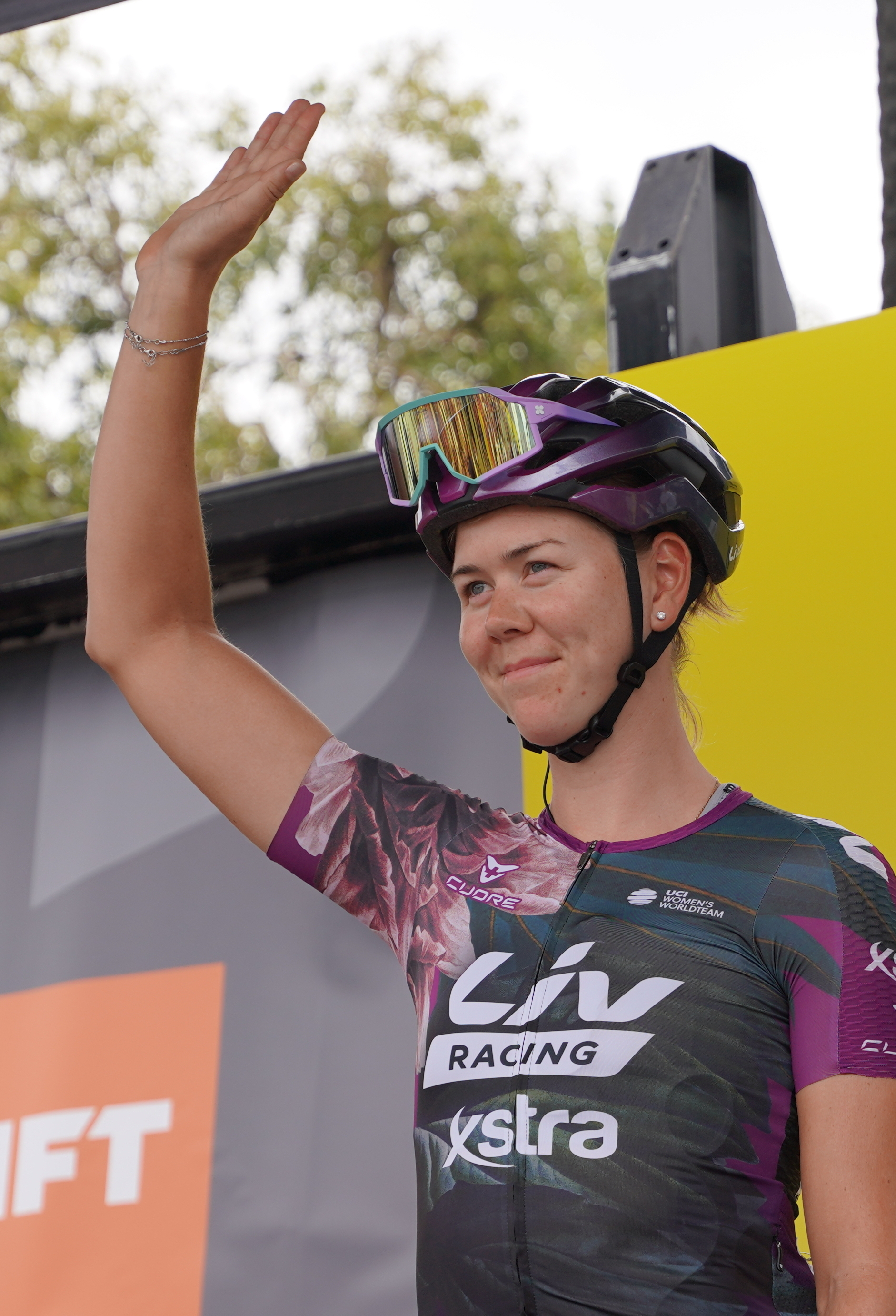
Талита де Йонг в 2022 году.

После нескольких финишей в первой пятёрке весной в составе команды JEGG-DJR Academy, де Йонг с июня присоединилась к команде Liv Racing-Xstra, с которой она ранее перешла в профессионалы.

## Достижения

### Шоссе

#### По годам
2011
- Чемпионат Нидерландов по шоссейному велоспорту — индивидуальная гонка среди юниоров
- 3-я в Чемпионате Нидерландов по шоссейному велоспорту — групповая гонка среди юниоров
- 4-я в Чемпионате мира по шоссейным велогонкам — индивидуальная гонка среди юниоров

2012
- 3-я в Опен Воргорда TTT — командная гонка (Кубок мира)
- 4-я в Чемпионате Европы по шоссейному велоспорту[англ.] — индивидуальная гонка среди гонщиков до 23 лет

2013
- 2-я в Туре Бретани
- 2-я в Опен Воргорда TTT — командная гонка (Кубок мира)
- 2-я в Чемпионате мира по шоссейным велогонкам[англ.] — командная гонка
- 6-я в Чемпионате Европы по шоссейному велоспорту[англ.] — групповая гонка среди гонщиков до 23 лет
- 9-я в Чемпионате Европы по шоссейному велоспорту[англ.] — индивидуальная гонка среди гонщиков до 23 лет

2014
- 1-й этап Тура Бельгии — командная гонка
- 2-я в Опен Воргорда TTT — командная гонка (Кубок мира)
- 3-я в Туре Бельгии
- 4-я в Чемпионате Европы по шоссейному велоспорту[англ.] — групповая гонка среди гонщиков до 23 лет
- 4-я в Чемпионате Европы по шоссейному велоспорту[англ.] — индивидуальная гонка среди гонщиков до 23 лет

2015
- Эрондегемсе Пейл[фр.]
- Опен Воргорда TTT — командная гонка (Кубок мира)
- 6-й этап Холланд Ледис Тур
- Бронзовый призёр чемпионата мира в командной гонке[англ.]
- Бронзовый призёр чемпионата Европы по шоссейным гонкам[англ.] среди гонщиков до 23 лет

2016
- 2-й этап (a — командная гонка и b — индивидуальная гонка) Джиро дель Трентино[англ.]
- 9-й этап Джиро Роза[англ.]
- 2-я в Женском Туре Норвегии
- 3-я в Эрондегемсе Пейл[фр.]

2021
- Гран-при Беренса
- 3-я в гонке Трасса Вестук — Мемориал Стиве Вермаута[фр.]

2022
- Ронде Мускрона

#### Гранд-туры

##### Джиро Роза
Талита де Йонг три раза принимала участие в Джиро Роза:
- 2015[фр.]: 22-я
- 2016[фр.]: 19-я, победитель 9-го этапа
- 2022[фр.]: 32-я

##### Тур де Франс
Участвовала 1 раз в Тур де Франс:
- 2022[фр.]: 69-я

### Велокросс
- 2013—2014[фр.]

- 8-я в Чемпионате мира по велокроссу

- 2015—2016[фр.]

-  Чемпионат мира по велокроссу
- Трофей банка Бпост #8, Синт-Никлас
- Кермискросс, Ардойе
- Гран-при коммуны Контерн, Контерн
- Велокросс Верслуйса, Бредене
- 6-я в Чемпионате Европы по велокроссу

- 2016—2017[фр.]

-  Чемпионат Европы по велокроссу
- Кубок мира по велокроссу #3, Валкенбюрг
- Велокросс DVV Trophy #1, Ронсе
- Суперпрестиж #5, Спа-Франкоршам
- Гран-при коммуны Контерн, Контерн
- Велокросс Верслуйса, Бредене
- Kasteelcross Zonnebeke, Зоннебеке

- 2017—2018[фр.]

- Kasteelcross Zonnebeke, Зоннебеке
- Гран-при Möbel Alvisse, Лёделанж

## Рейтинг UCI
| Год                 | 2012  | 2013 | 2014 | 2015 | 2016 | 2017  | 2018  | 2019 | 2020 | 2021  | 2022  | 2023  | 2024 |
| ------------------- | ----- | ---- | ---- | ---- | ---- | ----- | ----- | ---- | ---- | ----- | ----- | ----- | ---- |
| Мировой рейтинг UCI | 188-й | 61-й | 33-й | 43-й | 45-й | 187-й | 773-й | -    | -    | 80-й  | 157-й | 566-й | 20-й |
| Мировой тур UCI     |       |      |      |      | 61-й | -     | -     | -    | -    | 128-й | 177-й | 227-й | 29-й |
|                     |       |      |      |      |      |       |       |      |      |       |       |       |      |
| Источник: UCI       |       |      |      |      |      |       |       |      |      |       |       |       |      |

## Личная жизнь
Талита — старшая сестра профессиональной велогонщицы Деми де Йонг.